# Günter Raphael
Pour les articles homonymes, voir Raphaël (homonymie).
Günter Raphael (né le 30 avril 1903 à Berlin – mort le 19 octobre 1960 à Herford) est un compositeur allemand.

## Biographie
Günter naît dans une famille de musiciens professionnels. Par sa mère, Maria Becker, une excellente violoniste, Raphael est le petit-fils du compositeur Albert Becker (1834-1899) qui avait un rôle important dans la capitale par ses responsabilité du chœur de la cathédrale. Becker eut notamment pour élève Jean Sibelius. Georg Raphael (1865–1904) son père, descendant de drapiers juifs, s'était converti au protestantisme à cause de son amour pour la musique de Bach. Il avait commencé par étudier la médecine mais avait choisi ensuite la carrière musicale. Il avait un poste de cantor et d'organiste d'abord à l'église Luther, puis à l'église St Matthieu de Berlin (de). En tant que compositeur, son catalogue comprend des séries sur les Psaumes, des motets, des chants sacrés, des œuvres pour orgue, des pièces pour violon ainsi que des œuvres pour orchestre.

### Formation
Günter enfant reçoit ses premiers leçons de musique de sa mère avec qui il découvre tout le répertoire du violon et de la musique de chambre, contenu notamment dans la bibliothèque de son grand-père et de son père réunies. Il commence à composer dès l'âge de dix ans – une petite mélodie pour piano. Ses premiers morceaux, tous dédiées à sa mère, sont majoritairement des œuvres pour violon. La première pièce publiée en 1918, est un Rondo pour violon, alto et piano. Son style de jeunesse, acquis d'abord en autodidacte, est dans la mouvance de Brahms et de Reger.
Günter Raphael prend des leçons particulières de composition avec Arnold Ebel, puis de 1922 à 1925, il suit l'enseignement systématique à l'Académie de Berlin : la composition avec Robert Kahn (1865–1951), le piano avec Max Trapp, l'orgue avec Wilhelm Fischer et la direction d'orchestre avec Rudolf Krasselt, grâce à une bourse d'études de la Fondation Robert Schumann de Leipzig, attribuée en raison de ses dons exceptionnels. Robert Kahn reconnaissait qu'il ne pouvait cependant pas lui apprendre grand chose, car Raphael le savait déjà. En composition du moins, car en 1925 il échoue à l'examen de direction ne connaissant pas le sens du bisbigliando : un effet de chuchotement sur la harpe – ce qu'il rapporte plus tard avec humour. Par l'entremise de Karl Straube, cantor de St Thomas (de Berlin), ancien élève et ami du grand-père Becker, Raphael peut recevoir des conseils en composition d'Arnold Mendelssohn (1855–1933) de Darmstadt.

### Leipzig
Raphael bénéficie de l'aide du même Straube pour être engagé dès sa vingt-troisième année en tant que professeur de théorie musicale et de composition au Conservatoire de Leipzig (1926). Il l'introduit aussi auprès des éditeurs et des musiciens et chefs d'orchestre réputés : Adolf Busch et Wilhelm Furtwängler qui jouent sa musique. Le premier Quatuor en mi mineur, opus 5 (1924) et le second en ut majeur, opus 9 (1925), sont créés par le Quatuor Busch à Berlin. En 1926 sa première symphonie est créée à Leipzig par l’orchestre du Gewandhaus sous la direction de Furtwängler. Ce dernier déclare quelques années plus tard qu'il s'agit de l'un « des meilleurs talents de la jeune génération allemande ». Quelques années plus tard, c'est son Requiem qui est joué à Leipzig.
Après avoir signé un contrat avec Breitkopf & Härtel, ses premières œuvres publiées sont une série de Sonates pour violon, alto et violoncelle qui portent les opus 12, 13 et 14. Chaque œuvre est dédiée à l'un des membres du Quatuor Busch. Suivent les deux Quatuors à cordes, opus 5 et 9 et son premier Concerto pour violon. Durant toutes les années 1920, Raphael compose énormément. Straube qualifie cette facilité d'« une créativité sans limites ». Son style évolue lentement d'un classicisme issue de « l'école de Leipzig » à un « modernisme modéré ».
Le compositeur Kurt Hessenberg (1908–1994) a été son élève en harmonie et contrepoint de 1927 à 1931, ainsi que le réputé Volker David Kirchner.

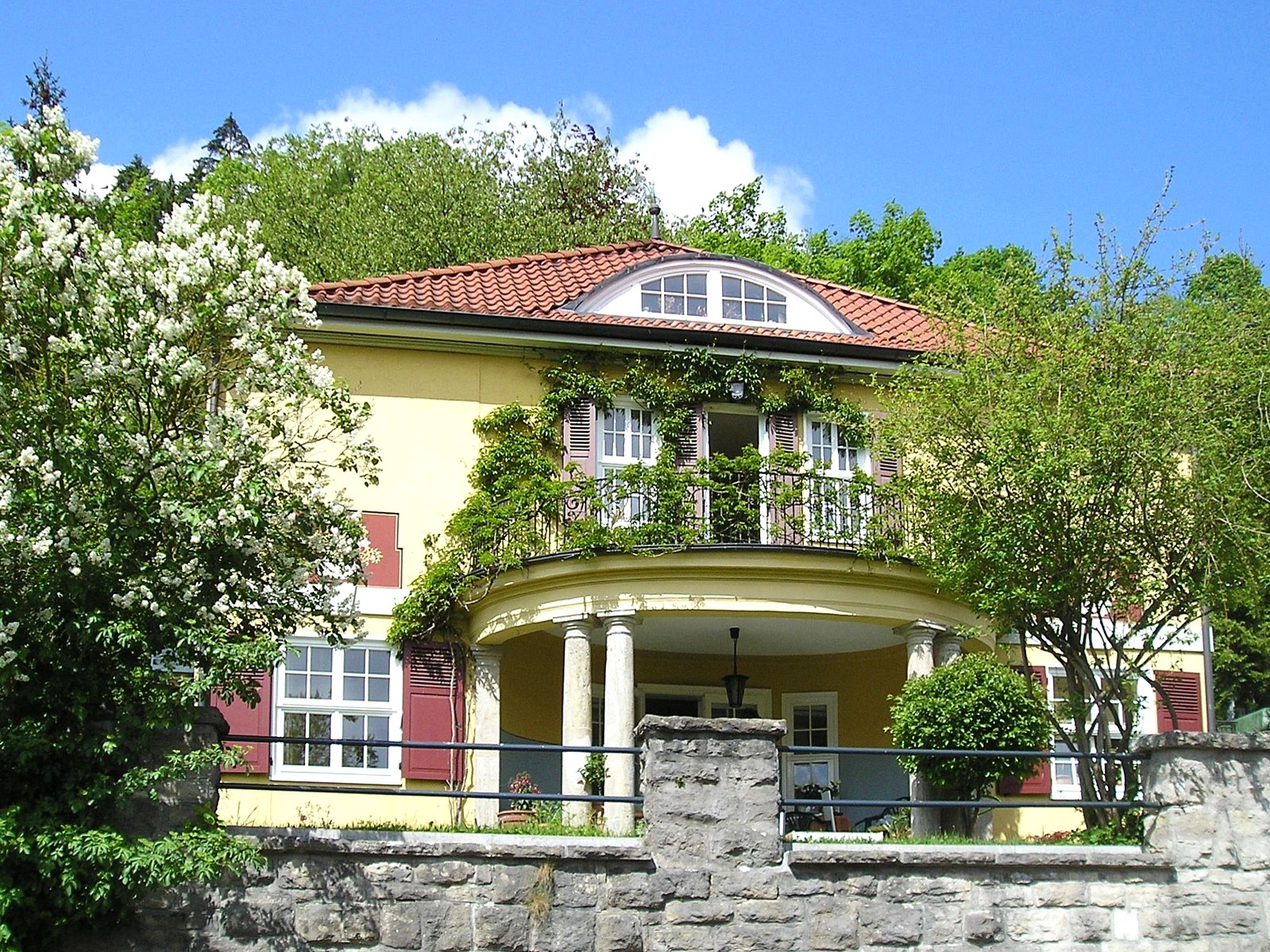
Maison de Raphael à Meiningen.

En 1934 Günter épouse la pianiste d'origine danoise Pauline Jessen. La famille s'installe à Meiningen où Pauline a un poste d'enseignante. Ils ont deux filles, Dagmar et huit ans plus tard, Christine qui deviendra violoniste.

### Musicien interdit
Peu après la prise du pouvoir de Hitler en 1933, Raphael est frappé par les lois de Nuremberg et déclaré « demi-juif » (par son père). Il perd son poste de professeur à Leipzig et sa musique est interdite. Il peut enseigner d'abord en privée, mais les tracasseries administratives deviennent de plus en plus insurmontables : en février 1939 il est frappé d'interdiction totale d'exercer une profession et de se produire en public. Il a plusieurs fois tenté d'émigrer, mais sans succès. Le danger devient plus pressant en 1942 avec les déportations massives. Atteint de tuberculose depuis 1937, des médecins lui épargnent la déportation. Sa santé se détériore et il est transféré à Bad Nauheim en Hesse pour y subir une opération qui lui sauve la vie. Durant cette période, malgré la situation troublée et sa santé, le musicien reste constamment productif.

### Après-guerre
Après la guerre, la famille Raphael vit à Laubach en Haute-Hesse, près de Gießen. Le musicien qui a perdu sa renommée, travaille à se faire connaître de nouveau. Il trouve un éditeur pour les pièces non publiées d'avant 1945 (Bärenreiter). Raphael, bon pianiste, et sa femme se produisent en duo à travers l'Allemagne ou à l'étranger, pour des concerts ou pour la radio. De nombreux chefs d'orchestre, chanteurs, interprètes, défendent le compositeur au concert. En 1948, Günter Raphael reçoit le Prix Franz Liszt de composition de la ville de Weimar – tout comme son grand-père Albert Becker, 70 ans plus tôt.
Il enseigne au conservatoire de Duisbourg de 1949 à 1953. En 1951, une rechute l'oblige à une nouvelle opération et un séjour de dix mois en sanatorium à Uppsala ; l'État suédois prenant généreusement à sa charge les frais. En 1956 une offre de réintégration à Leipzig d'où il avait été banni en 1934, lui est faite, mais il refuse le poste, ne voulant plus dépendre d'un État totalitaire. De 1956 à 1958, il enseigne au Conservatoire Peter Cornelius de Mayence et à partir de 1957 au Conservatoire de Cologne.
En 1953 il rédige des notes biographiques intitulées In me impsum.
Il meurt à l'âge de 57 ans à Herford le 19 octobre 1960. Dans son éloge funèbre, Hans Joachim Moser disait que « Günter Raphael était un homme aimable, un artiste des sons de haute volée, un croyant d'une authentique piété ». Trois aspects de l'homme se dévoilent : l'homme, l'artiste et le croyant ce qui transparaît dans son œuvre.
En 1968 il est fait sénateur d'honneur à titre posthume de l'École supérieure de musique et de théâtre Felix Mendelssohn Bartholdy de Leipzig.
En 2010 une journée Günter Raphael est organisé par la municipalité de Meiningen.

## Œuvres
Günter Raphael a composé environ 300 opus. Les compositions avec un numéro sont étalées de 1922 à 1960, auxquels s'ajoutent nombre de partitions moins importantes ou préparatoires, telles les quatre symphonies inédites. Selon le genre on compte 120 œuvres vocales, dont un Requiem et un Te Deum, plusieurs cantates, des lieder ; 86 œuvres de musique chambre, dont six quatuors à cordes, un trio avec piano, un quintette avec clarinette ; une trentaine de pièces pour clavier et autant pour orgue ; 35 œuvres pour orchestre, dont onze concertos (violon, alto, violoncelle, flûte, saxophone alto, orgue), cinq symphonies.

### Clavier
Piano
- Petite sonate en mi mineur, opus 2 (1922 - pub. Breitkopf)
- 6 Improvisations, opus 3 (1923 - pub. Steingräber)
- Partita en ré mineur, opus 18 (1926 - pub. Breitkopf)
- 2. Kleine Sonate in F-Dur opus 25 (1929 - pub. Breitkopf)
- Toccata für 2 Klaviere opus 45 (1937 - pub. Bärenreiter)
- Deux Sonates pour piano, opus 38 no 1 et 2 (1939 - pub. Breitkopf)

1. Sonate en la mineur
2. Sonate en mi bémol majeur

- Deux sonatines opus 51 no 1 et 2 (1944 - pub. Bärenreiter)

1. Sonatine giocosa en sol majeur
2. Sonatina seria en la

- 28 Advents- und Weihnachtslieder in leichten Sätzen (1948 - pub. Bärenreiter)
- Jabonah opus 66b (Bearb. des gleichnamigen Orchesterwerks) für 2 Klaviere (1951 - pub. Breitkopf)

Piano à 4 mains
- Romantische Tanzbilder (19 Walzer), opus 10 (1923 - pub. Peters)
- Tanzsuite (10 Stücke) (1933 - pub. Breitkopf)

Orgue
- 5 Choralvorspiele opus 1 (1922 - pub. Breitkopf)
- Partita, Fantasie et Prélude et fugue, opus 22 no 1 à 3 (1928 - pub. Breitkopf)

1. Partita sur le choral Ach Gott, vom Himmel sieh darein
2. Fantasie en ut mineur
3. Präludium et Fugue en sol majeur (1930)

- Chaconne, Variations et Toccata, opus 27 no 1 à 3 (1930 - pub. Breitkopf)

1. Introduktion und Chaconne in cis-Moll
2. Variationen über den Basso continuo des Bach-Chorals „Durch Adams Fall ist ganz verderbt“ (1931)
3. Toccata en ut mineur (1934)

- 12 Orgelchoräle in 2 Heften opus 37 (1934-35 - pub. Breitkopf)
- Fantaisie et Fugue, Partita et Passacaille sur des chorals finlandais, opus 41 (1939 - pub. Breitkopf)

1. Fantasie und Fuge über einen finnischen Choral
2. Partita über einen finnischen Choral
3. Passacaglia über einen finnischen Choral

- Toccata, Choral und Variationen opus 53 (1944 - pub. Bärenreiter)
- Fantasie et Fuge sur le choral Christus ist mein Leben (1945 - pub. Breitkopf)
- 7 Orgelchoräle über finnische Choräle opus 42 (1949 - pub. Westerlund, Helsinki)
- Sonate in F-Dur opus 68 (1949 - pub. Breitkopf)
- Come, o come, thou quickening spirit (1956 - pub. Augsburg Publishing House, Minneapolis)
- Kleine Partita sur Herr Jesu Christ, dich zu uns wend (1958 - pub. Augsburg Publishing House)

### Musique de chambre
Instrument seul
- Sonates pour violon seul, opus 46 no 1 et 2 (1940 - pub. Bärenreiter)
  - Sonate pour violon no 1 en la mineur
    1. I. In Form einer freien Fantasie
    2. II. Ruhig und gesangvoll
    3. III. Ausserst schnell

  - Sonate pour violon no 2 en mi majeur
    1. I. Sehr langsam
    2. II. Scherzo: Ganze takte
    3. III. Gemessen
- Sonates pour alto seul

1. Sonate pour alto no 1, opus 7 (1924 - pub. Breitkopf)
2. Sonate pour alto no 2, opus 46 no 3 (1940 - pub. Bärenreiter)
3. Sonate pour alto no 3, opus 46 no 4 (1946)

- Sonates pour violoncelle seul

1. Sonate pour violoncelle no 1, opus 46 no 5 (1925 - pub. Bärenreiter)
2. Sonate pour violoncelle no 2, opus 46 no 6 (1946)

- Sonates pour flûte seule

1. Sonate pour flûte no 1, opus 46 no 7 (1944 - pub. Bärenreiter)
2. Sonate pour flûte no 2, opus 46 no 8 (1946)

- Sonates pour basson seul, opus 46 no 9 (1954)

Duos avec violon
- Deux Sonates pour violon et piano, opus 12 no 1 et 2 (1925 - pub. Breitkopf)

1. Sonates pour violon et piano no 1
2. Sonates pour violon et piano no 2

- Sonates pour violon et piano no 3 en ut majeur, opus 43 (1936 - pub. Bärenreiter)
  1. I. Vivace
  2. II. Allegretto grazioso
  3. III. Con fuoco
- Sonatine en si mineur pour violon et piano, opus 52 (1944 - pub. Bärenreiter)
  1. I. Massig
  2. II. Breit und gesangvoll
  3. III. Tanzerisch belebt, dabei etwas schwerfallig und derb
- Sonate en ut majeur pour violon et orgue, opus 36 (1933 - pub. Breitkopf)
- 46 Duos pour 2 violons, opus 47 no 1 (1940 - pub. Bärenreiter), Dialogue (45 Duos en 2 cahiers, 1951 et 1957 - pub. Peters)
  1. I. Mit lebhafter energie
  2. II. Langsam gehend (in fliessender bewegung)
  3. III. Nicht zu lebhaft, ein wenig gemachlich
- Duo en ut mineur pour violon et alto opus 47 no 2 (1940 - pub. Bärenreiter)

Duos avec alto
- Sonate pour alto et piano en mi bémol majeur, opus 13 (1925)
- Sonate pour alto et piano, opus 80 (1954 - pub. Breitkopf)
- Duo pour alto et violoncelle en la mineur, opus 47 no 4 (1941 - pub. Bärenreiter)

Duos avec violoncelle
- Sonate pour violoncelle et piano, opus 14 (1925 - pub. Breitkopf)
- Sonate pour violoncelle et piano, opus 50 (1943 - pub. Bärenreiter)
- 3 Pièces en ut dièse mineur pour violoncelle et piano (1956 - pub. Bärenreiter)
- Sonate en ré mineur pour violoncelle et orgue (1937 - pub. Carus)

Duos avec vent
- Sonate en mi mineur pour flûte et piano, opus 8 (1925 - Breitkopf)
- Duo (Suite canonique) pour 2 flûtes, opus 47 (1944 - pub. Bärenreiter)
- Sonatine en quatre mouvements pour 2 flûtes (1956 - pub. Éditions Hofmeister)
- Duo en mi bémol majeur pour clarinette et violon opus 47 no 6 (1941 - pub. Bärenreiter)
- Sonatine pour hautbois et harpe (oder Klavier bzw. Cembalo), opus 65 no 2, 1947 (pub. Breitkopf)
- Sonatine pour clarinette et piano (Enten-Sonatine), opus 65 no 3 (1948 - pub. Breitkopf)
- Sonate en si mineur pour hautbois et piano, opus 32 (1931 - pub. Breitkopf)
- Divertimento pour saxophone alto et piano, opus 74 (1952 - pub. Breitkopf)
- Sonate pour saxophone alto et piano (1957 - pub. Tonger)
- Marche pour trompette et piano (1958 - pub. Alphonse Leduc)
- Sonatina in modo lidico pour hautbois et orgue (1959 - pub. Merseburger)

Trios
- Trio en ut majeur pour piano, violon, violoncelle, opus 11 (1926 - pub. Peters)
- Trio-Suite en sol majeur pour flûte, violoncelle et piano, opus 44 (1936 - pub. Bärenreiter)
- Trio en si majeur pour flûte, violon et alto, opus 48 (1940 - pub. Bärenreiter)
- Trio en fa majeur pour 2 violons et alto, opus 49 (1941 - pub. Bärenreiter)
- Sonatine pour flûte, alto et harpe, opus 65 no 1 (1948 - pub. Breitkopf)
- Sonatine pour violon, cor et basson, opus 65 no 4 (1949 - pub. Breitkopf)
- Trio pour clarinette, violoncelle et piano, opus 70 (1950 - pub. Breitkopf)

Quatuors
- Quatuor à cordes no 1 en mi mineur, opus 5 (1924 - pub. N. Simrock)
- Quatuor à cordes no 2 en ut majeur, opus 9 (1925 - pub. Breitkopf),
- Quatuor à cordes no 3 en la majeur, opus 28 (1930 - pub. Breitkopf),
- Quatuor à cordes no 6 en fa majeur, opus 54 (1954 - pub. Bärenreiter)
- Quatuor pour vents (flûte, hautbois, clarinette et basson), opus 61 (1945 - pub. Bärenreiter)

Quintettes
- Quintette pour clarinette et cordes en fa majeur, opus 4 (1924 - pub. Simrock)
- Quintette pour piano et cordes en ut-dièse mineur, opus 6 (1923 - pub. Breitkopf)
- Quintette à cordes en fa-dièse mineur, opus 17 (1926 - pub. Breitkopf)

### Orchestre
Symphonies
- Symphonie no 1 en la mineur, opus 16 (1926 - pub. Breitkopf Leipzig) Création par Furtwängler 1926.
- Symphonie no 2 en si mineur, opus 34 (1932 - pub. Breitkopf)
- Symphonie no 3 en fa majeur, opus 60 (1942 - pub. Bärenreiter)
- Symphonie no 4 en ut majeur, opus 62 (Wiesbaden, 1947 - pub. Breitkopf) Création, Göteborg 1948.
- Symphonie no 5 en si-bémol majeur, opus 75 (Wiesbaden, 1952-53 - pub. Breitkopf) Création Baden-Baden
- Symphonie avec chœur « Von der großen Weisheit » (Laotse), opus 81 (1955–56) Création Munich 1965.

Petites symphonies
- Sinfonietta en sol majeur (1937-38)
- Sinfonia breve en ré majeur, opus 67 (Wiesbaden, 1949 - pub. Breitkopf) Création Duisburg 1950.

Symphonies inédites
- Symphonie en mi majeur (Duisburg, 1929-30)
- Symphonie en sol mineur (1937-38)
- Symphonie en mi bémol majeur (1939-40)
- Symphonie en ut majeur (1942-43)

### Concertant
- Concerto pour violon no 1 en ut majeur, opus 21 (1928 - pub. Breitkopf)
- Kammerkonzert en ré mineur, pour violoncelle et orchestre de chambre, opus 24 (1929 - pub. Breitkopf)
- Concerto pour orgue, 3 trompettes, 3 Pauken et orchestre à cordes, opus 57 (1936 - pub. Bärenreiter)
- Symphonische Fantasie für konzertierende violon et orchestre à cordes, opus 59 (1940 - pub. Bärenreiter)
- Concertino pour alto en ré majeur et petite formation d'orchestre (1941 - pub. Breitkopf)
- Concertino pour saxophone alto et petite formation d'orchestre, opus 71 (1951 - pub. Breitkopf)
- Concertino pour flûte et petite formation d'orchestre, opus 82, 1956
- Concerto pour violon no 2, opus 87 (1959 - pub. Breitkopf) Création le 28 février 1963 par Wolfgang Marscher et la Staaskapelle de Dresde dirigée par Rudolf Nauhaus.

### Autres
- Thème, Variations et Rondo, opus 19 (1927 - pub. Breitkopf)
- Variations sur une mélodie écossaise, opus 23 (1928 - pub. Breitkopf)
- Divertimento, opus 33 (1932 - pub. Breitkopf)
- Tanzsuite pour petit orchestre (1934 - pub. Breitkopf)
- Smetana-Suite, d'après une danse de Smetana, opus 40 (1937 - pub. Breitkopf)
- Jabonah, Suite de ballet à la manière mongole, opus 66 (1948 - pub. Breitkopf)
- Les Quatre Saisons séries de variations sur des chants populaires pour orchestre à cordes et d'école, opus 77 (1953 - pub. Breitkopf)
- Zoologica études caractéristiques pour orchestre, opus 83 (1958 - pub. Breitkopf)

### Vocale
Profanes
- Cantate pour soprano et basse solo, chœur mixte, trompette, clavecin et orchestre à cordes (1928 - pub. Breitkopf) Sur des textes de Goethe.
- 15 Volksliedbearbeitungen für das Volksliederbuch für die Jugend (1928 - Éditions Peters)
- Der Minne Lied. 32 altdeutsche Liebeslieder pour chœur mixte (1949 - pub. Bärenreiter)
- Palmström-Sonate pour ténor solo, clarinette, violon, tambour (ad lib.), Schlagbass et piano, opus 69 (1950 - pub. Breitkopf)
- 8 Poèmes de Hermann Hesse pour voix de femmes et orchestre/piano, opus 72 (1951 - pub. Breitkopf)
- Gesang der Erzengel. Prolog im Himmel du Faust de Goethe, pour soprano, alto, baryton et 16 instruments à vent/piano, opus 79 (1954 - pub. Breitkopf)
- 10 Canons pour chœur de 2 à 5 voix (1956 - pub. Breitkopf) Sur des textes de Goethe

Profanes (a capella)
- 6 chants de potence pour chœur mixte, opus 76 (1953 - pub. Breitkopf) sur des poèmes de Christian Morgenstern.
- 10 chœurs d'hommes pour soliste et chœurs à 2 ou 4 voix, opus 78 (1954 - pub. Breitkopf)
- Sechsmal Ringelnatz im Drei-Stimmen-Satz Miniatures pour chœur de chambre mixte à trois voix, opus 85 (1959 - pub. Breitkopf)

Sacrées
- Requiem pour quatre solistes, double chœur mixte, orgue et orchestre, opus 20 (1927–28 - pub. Breitkopf)
- Te Deum pour soprano, alto, basse, chœur, orchestre et orgue, opus 26 (1930 - pub. Breitkopf)
- 3 chants sacrés pour voix et piano (ou orgue), opus 31 (1928–1930 - pub. Breitkopf)
- Wiegenlied der Maria pour chœur mixte, 2 violons et violoncelle (1930 - pub. Music-Chantry Press, Ohio)
- Vater unser Cantate choral pour chœur mixte, orchestre (et orgue ad lib.) (1937 - pub. Bärenreiter)
- Triptychon Maria pour alto, flûte, violon, alto et violoncelle (1943 - pub. Bärenreiter)
- Nun bitten wir den heiligen Geist Partita chorale pour soprano, chœur mixte et orgue, 1947 (pub. Breitkopf)
- 6 motets chorals pour voix et flûte obligée, opus 55 (1945 - pub. Bärenreiter)
- Bußkantate pour trois solistes, chœur mixte et orchestre (1952 - Carus)
- Kantate nach der heiligen Schrift auf den Sonntag Judaica pour baryton, 4 voix d'enfants, 4 voix mixtes, et orchestre (1955 - Carus)
- Mitten wir im Leben sind, Partita chorale pour chœur mixte et orgue (1957 - pub. Bärenreiter)
- Verleih und Frieden gnädiglich Partita chorale pour chœur mixte à trois voix et orgue (1957 - pub. Bärenreiter)
- Was mein Gott will, das g'scheh allzeit Partita chorale pour chœur mixte et orgue (1957 - pub. Bärenreiter)
- Herr Gott, dich loben alle wir Cantate pour alto, baryton, chœur mixte, hautbois, alto violoncelle et orgue (1958 - pub. Breitkopf)
- 3 geistliche Konzerte (zu Advent, Passion und Pfingsten) pour soprano, alto, 2 flûtes à becs (oder andere Melodieinstr.) (1959 - Carus)

Sacrées (a capella)
- 5 Marienlieder pour chœur de femmes à 3 voix, opus 15 (1925 - pub. Breitkopf)
- Komm heiliger Geist, erfülle die Herzen Motet pour chœur de femme à trois voix (1927 - pub. Breitkopf)
- Psalm 104 : « Lobe den Herrn, meine Seele » pour chœur mixte à douze voix, opus 29 (1931 - pub. Breitkopf)
- Vom jüngsten Gericht pour chœur mixte à 4 ou 8 parties, opus 30 no 1 (1931 - pub. Breitkopf)
- Erhalt uns, Herr, bei deinem Wort Motet pour chœur mixte à 5 voix, opus 30 no 2 (1932)
- Die Versuchung Jesu pour chœur mixte à 4 ou 8 parties, opus 35 (1934 - pub. Breitkopf)
- 3 Motets pour chœur mixte à 4 ou 8 parties, opus 39 (1935 - pub. Breitkopf)

1. I. Weihnachtsfest
2. II. Osterfest
3. III. Pfingstfest

- Vom rechten Glauben pour chœur mixte à 6 parties (1937)
- Cycle de 7 motets pour voix égales ou mixtes (1938 - pub. Carus)
- Vater unser Motet pour chœur 4 chœurs mixtes à 16 voix (1945)
- Chœurs, opus 63 (1936/46 - pub. Breitkopf)

1. I. Christus, der Sohn Gottes pour chœur mixte à 7 parties (1936)
2. II. Im Anfang war das Wort pour 2 chœurs mixtes à 5 parties (1943)
3. III. Hebräer-Brief : Gedenkt auch künftig pour 4 chœurs mixtes à 12 parties (1946)
4. IV. Die Auferstehung Jesu pour chœur mixte (1946)

- Psalm 126 : « Wenn der Herr die Gefangenen Zions erlösen wird » pour chœur mixte, opus 56 no 1 (1945 - pub. Bärenreiter)
- Aus den Klageliedern Jeremias pour chœur mixte à 4 ou 8 voix, opus 56 no 2
- Es kommt ein Schiff geladen pour deux chœurs à 3 voix de garçons (1946 - pub. Éditions Peters)
- Das Glaubensbekenntnis (Text: dt. und lat.) pour chœur mixte a cappella et 6 instruments à vent, opus 64 (1948 - pub. Breitkopf)
- 20 Advents - und Weihanchtsliedsätze pour chœur mixte (1949 - pub. Bärenreiter)
- Wer sich selbst erhöht, Motet pour chœur mixte (1950 - pub. Carus)
- 13 pièces pour la collection « Das Wochenlied » [La semaine de la mélodie] pour chœur mixte (3 voix féminines et 4 voix d'hommes) (1950 - pub. Bärenreiter)
- 12 Spuchmotetten pour chœur mixte (1951 - pub. Bärenreiter)
- Sequenz « Dies irae » Chaconne pour 2 chœurs mixtes, opus 73 (1951 - pub. Breitkopf)
- Mitten wir im Leben sind pour chœur mixte (1952 - pub. Bärenreiter)
- Singet dem Herrn, ein neues Lied pour chœur mixte (1957 - pub. Carus)
- 4 motets pour chœur mixte (1957–58 - pub. Augsburg Publishing House, Minneapolis)
- Psalm 27 : Der Herr ist mein Licht pour chœur mixte (1958 - pub. Carus)
- Triptychon zu Worten des Thomas-Evangeliums pour chœur mixte (1960 - pub. Bärenreiter)

### Orchestration et arrangements
- Dvorak, Concerto pour violoncelle (1865). Lors de la découverte de l'œuvre en 1918, seule une partition pour piano et violoncelle fut découverte. Raphael en réalise l'orchestration.

Il réalise aussi des arrangements d'œuvres baroque pour Breitkopf & Härtel, notamment de Vivaldi, de Bach et les œuvres pour flûte de Frédéric le Grand.
Günter Raphael est également éditeur d'œuvres de chambre de Beethoven, notamment des trios avec piano pour Henle.

### Discographie
- Symphonies nos 2 à 5 ; Symphonie chorale 'Von der grossen Weisheit' op. 81 - Dir. Celibidache, Gielen, Schmidt-Isserstedt, Altstaedt, Foremy (3CD CPO) (OCLC 837713925)
- Symphonie no 4 - Orchestre philharmonique de Berlin, dir. Celibidache (concert, 8 décembre 1950, « Sergiu Celibidache : The Berlin recordings », CD9/14CD Audite AUD 21.423) (OCLC 878034561)
- Concerto pour violon no 2, œuvres pour violon - Christine Raphael, violon ; Max Rostal, Wolfgang Stockmeier ; Nordwestdeutsche Philharmonie, dir. Jorge Rotter (2CD CPO) (OCLC 699865457)